# Malo, Veneto
Malo är en ort och kommun i provinsen Vicenza i regionen Veneto i Italien. Kommunen hade 14 916 invånare (2018).